# Domaníky
Domaníky este o comună slovacă, aflată în districtul Krupina din regiunea Banská Bystrica, pe malul râului Štiavnica⁠(d). Localitatea se află la altitudinea de 197 m deasupra n.m., se întinde pe o suprafață de 7,87 km2 și în 2017 număra 198 de locuitori.

## Istoric
Localitatea Domaníky este atestată documentar din 1135.

## Demografie
| An:                | 1994 | 2004   | 2014   | 2024   |
| ------------------ | ---- | ------ | ------ | ------ |
| Număr de persoane: | 210  | 190    | 196    | 213    |
| Diferență:         |      | −9,52% | +3,15% | +8,67% |

| An:                | 2023 | 2024   |
| ------------------ | ---- | ------ |
| Număr de persoane: | 218  | 213    |
| Diferență:         |      | −2,29% |